# Piotr Kiełpikowski
Piotr Andrzej Kiełpikowski, född den 27 november 1962 i Grudziądz, Polen, är en polsk fäktare som tog OS-silver i herrarnas lagtävling i florett i samband med de olympiska fäktningstävlingarna 1996 i Atlanta.